# ブルーノ・ペレイラ・メンデス
ブルーノ・ペレイラ・メンデス（ポルトガル語: Bruno Pereira Mendes、1994年8月2日 - ）は、ブラジル・サンパウロ州出身のプロサッカー選手。グアラニ所属。ポジションはFW。2025年現在、13年に及ぶレンタル選手生活をしている。

## 来歴
2007年、12歳の時にグアラニFCの下部組織に入団。2012年1月21日、17歳でカンピオナート・パウリスタでヴィトールに代わって出場しプロ初出場。3月17日にプロ初得点。
2012年9月に翌年末までの契約でボタフォゴFRにマカエEFCからの期限付き移籍の形で加入。これはグアラニからHAZスポーツ・アカデミーが700万ユーロで彼を買い取り、マカエを本所属クラブとして登録したためである。9月30日にクラレンス・セードルフに代わって出場し、カンピオナート・ブラジレイロ・セリエA初出場。10月14日に初得点。
2012年11月に元グアラニの選手、アンドレイ・フラスカレリが未払いを訴えた時に彼の所有権も請求した。マカエ側はこの動きに対して支払に応じ、58万レアルを支払った。
2015年7月15日にポルトガル・プリメイラ・リーガのヴィトーリア・ギマランイスに移籍。
2019年1月10日、セレッソ大阪に期限付き移籍で加入。シーズン序盤は、ボールが収まらない、連携が取れないなど全く活躍できなかったが、システムを4-4-2に変更した松本山雅戦で、リーグ戦初ゴール、その後レギュラーに定着、9月のガンバ大阪との大阪ダービーでは先制点をきめて3-1の勝利に貢献、マンオブザマッチに選ばれた。2020年シーズンも引き続きセレッソ大阪に在籍し、ポストプレーでの活躍だけでなく、チームトップの9ゴールを挙げたが、シーズン終了後に退団が発表された。
2021年1月13日、アビスパ福岡に期限付き移籍で加入。シーズン終了後に移籍期間満了により退団した。
2022年1月8日、セレッソ大阪に再び期限付き移籍で加入することが発表された。
2022年12月1日、契約満了が発表された。
2023年、グアラニに加入。レンタル生活は10年目に突入した。

## エピソード
- 2019年、覚えやすいメロディとダンスが一体となった彼のチャントがSNSで話題になる[12][13][14][15]。

- セレッソ大阪ファン感謝デー2019にて、セレッソ大阪オフィシャルスポンサーのラーメン屋まこと屋から、麺が水色のラーメン「ブルーの麺デス」が200食限定で発売された、201食目からは麺が普通の「フツーの麺デス」が発売された[16]。キッズデーには、彼の顔がデザインされたお面「ブルーのお面デス」が小学生先着6000名に配布された[17]。

- 2021年4月10日、セレッソ大阪戦で6試合ぶりにメンバー入りし、フル出場[18]。試合終了後、セレッソ大阪サポーター自由席のゴール裏へ挨拶に行った際に、拍手とセレッソ大阪在籍時のチャントで迎えられ、彼は涙ぐみながら、チャントのダンスで応えた[19]。その後、メインスタンド、バックスタンドにも両手を上げて深くお辞儀をして笑顔でピッチを後にした。

- 2021年8月、母国メディアのインタビューで2020年2月、当時2歳の息子が肝臓がんであった事が伝えられた。メンデスは母国での治療を選択しその後、クラブに相談したところ、理解を得られ1カ月後に一時的に離脱することになった。そして2020年6月、約4時間半の手術は無事成功。治療を完了するためにブラジルに行った妻と息子から離れて日本へと出発し、その後4カ月間、1人で日々を過ごした後、同年10月から妻、息子と家族3人での生活を再びスタートした。治療期間は合計で約6カ月を要した。彼は息子の病気に理解を示したセレッソ大阪の対応に「クラブにはとても感謝しています。私たちにとても親切にしてくれました。ミゲルのことをいろいろ考えてくれて、『大丈夫、家族と一緒に行けるよ』と言ってくれました。彼らには感謝しなければならない」と語った[20]。

## 個人成績
| 国内大会個人成績 | 国内大会個人成績 | 国内大会個人成績 | 国内大会個人成績 | 国内大会個人成績 | 国内大会個人成績 | 国内大会個人成績 | 国内大会個人成績 | 国内大会個人成績 | 国内大会個人成績 | 国内大会個人成績 | 国内大会個人成績 |
| 年度             | クラブ           | 背番号           | リーグ           | リーグ戦         | リーグ戦         | リーグ杯         | リーグ杯         | オープン杯       | オープン杯       | 期間通算         | 期間通算         |
| 年度             | クラブ           | 背番号           | リーグ           | 出場             | 得点             | 出場             | 得点             | 出場             | 得点             | 出場             | 得点             |
| 日本             | 日本             | 日本             | 日本             | リーグ戦         | リーグ戦         | リーグ杯         | リーグ杯         | 天皇杯           | 天皇杯           | 期間通算         | 期間通算         |
| ---------------- | ---------------- | ---------------- | ---------------- | ---------------- | ---------------- | ---------------- | ---------------- | ---------------- | ---------------- | ---------------- | ---------------- |
| 2019             | C大阪            | 20               | J1               | 24               | 6                | 5                | 2                | 0                | 0                | 29               | 8                |
| 2020             | C大阪            | 20               | J1               | 24               | 9                | 4                | 3                | 1                | 0                | 29               | 12               |
| 2021             | 福岡             | 27               | J1               | 19               | 4                | 1                | 0                | 0                | 0                | 31               | 20               |
| 2022             | C大阪            | 11               | J1               | 23               | 3                | 7                | 0                | 3                | 2                | 33               | 5                |
| 通算             | 日本             | 日本             | J1               | 89               | 22               | 17               | 5                | 4                | 2                | 110              | 29               |
| 総通算           | 総通算           | 総通算           | 総通算           | 89               | 22               | 17               | 5                | 4                | 2                | 110              | 29               |

## 代表歴
U-20ブラジル代表
- 南米ユース選手権: 2013

## タイトル
ボタフォゴ
- カンピオナート・カリオカ: 2013

グアラニ
- カンピオナート・パウリスタ・セリエA2: 2018